# Arrazua-Ubarrundia
Arrazua-Ubarrundia (Basque: Arratzu-Ubarrundia) là một đô thị trong tỉnh Álava, thuộc Xứ Basque, phía bắc Tây Ban Nha. Đô thị này có diện tích 57,41 km², cách thủ phủ Victoria 6,5 km. Đô thị này được lập năm 1920, năm 2007 có dân số 880 người với mật độ 13,85 người/km².
Arrazua-Ubarrundia được chia thành 10 đơn vị trực thuộc:
- Arroiabe.
- Arzubiaga.
- Betolaza.
- Durana.
- Landa.
- Luko.
- Mendibil.
- Uribarri Ganboa.
- Ziriano.
- Zurbano.